# Northern Rail

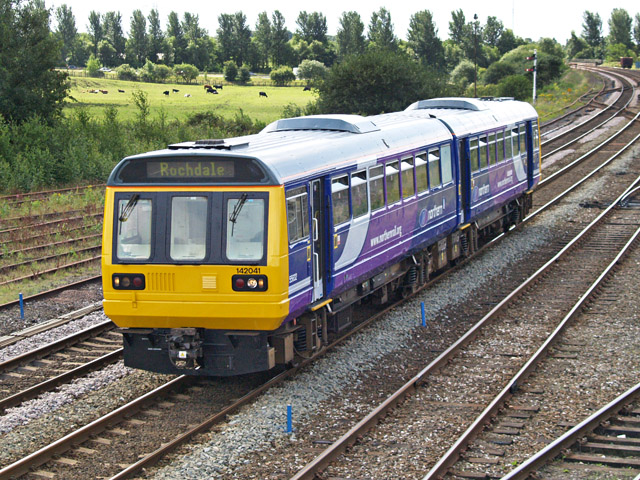
Pociąg British Rail Class 142 w barwach Northern Rail

Northern Rail – brytyjski przewoźnik kolejowy posiadający koncesję na obsługę podmiejskich i regionalnych połączeń pasażerskich w północnej części Anglii. Okres koncesyjny rozpoczął się 12 grudnia 2004 i potrwa do września 2013. Firma należy do międzynarodowego konsorcjum, w skład którego wchodzą największy holenderski przewoźnik kolejowy, Nederlandse Spoorwegen (za pośrednictwem swojej spółki zależnej Abellio), oraz notowana na London Stock Exchange grupa Serco.
Pociągi Northern Rail zatrzymują się na 519 stacjach, z czego 471 jest administrowanych przez tego przewoźnika.

## Tabor
Firma posiada obecnie 281 pociągów, zaś w skład jej floty wchodzą:
- British Rail Class 142 (68 zestawów)
- British Rail Class 144 (23 zestawy)
- British Rail Class 150 (40 zestawów)
- British Rail Class 153 (18 zestawów)
- British Rail Class 155 (7 zestawów)
- British Rail Class 156 (46 zestawów)
- British Rail Class 158 (68 zestawów)
- British Rail Class 321 (3 zestawy)
- British Rail Class 323 (17 zestawów)
- British Rail Class 333 (16 zestawów)